# Leandro Donizete
Leandro Donizete Gonçalves da Silva, mais conhecido apenas como Leandro Donizete (Araraquara, 18 de maio de 1982), é um ex-futebolista brasileiro que atuava como volante. 

## Carreira

### Coritiba
Chegou no Coritiba em 2008, após passar suas primeiras temporadas na Ferroviária. Não demorou muito para mostrar seu valor, sua raça dentro de campo lhe fez virar ídolo da torcida alviverde. Ficou por 4 temporadas no clube onde foi tricampeão do Campeonato Paranaense, em 2008, e de forma consecutiva nos anos de 2010 e 2011, nesse mesmo ano de 2011 fez parte do bom elenco alviverde que foi vice-campeão da Copa do Brasil. No total fez 154 jogos no Coritiba demonstrando muita garra.

### Atlético Mineiro
Após quatro temporadas atuando pelo Coritiba, o jogador chegou ao Atlético Mineiro em 2012 a pedido do técnico Cuca. Em pouco tempo, caiu nas graças da torcida alvinegra e firmou como titular absoluto do time. O primeiro título foi o Campeonato Mineiro de 2012, conquistado de forma invicta. No segundo semestre, participou de um elenco recheado de grandes jogadores como Ronaldinho Gaúcho e conquistou o vice-campeonato do Brasileiro. Em 2013, conquistou o maior título da sua carreira: a Copa Libertadores da América. Após uma campanha épica, o Galo bateu o Olimpia, do Paraguai, na decisão por pênaltis.

### Santos
Em dezembro de 2016, assinou com o Santos por três temporadas.

#### Empréstimo ao América Mineiro
Sem espaço e oportunidades no clube paulista, em abril de 2018 acertou empréstimo até o final da temporada com o América Mineiro. O empréstimo ao Coelho terminaria em dezembro de 2018, mas, com uma lesão no joelho direito, o contrato acabou sendo estendido, para que o jogador pudesse se tratar.
Ficou no clube até outubro de 2019, onde sofreu com lesões e fez apenas 28 partidas.

### Londrina
Após dois anos sem jogar, acerta com o Londrina em outubro de 2020.

### Betim Futebol
Em maio de 2021 foi anunciado pelo Betim Futebol.

## Títulos
Ferroviária
- Copa Paulista: 2006

Coritiba
- Campeonato Paranaense: 2008, 2010 e 2011
- Campeonato Brasileiro - Série B: 2010[18]

Atlético Mineiro
- Campeonato Mineiro: 2012, 2013 e 2015
- Copa Libertadores da América: 2013[19]
- Recopa Sul-Americana: 2014
- Copa do Brasil: 2014
- Florida Cup: 2016

### Prêmios individuais
- Seleção do Campeonato Mineiro: 2012 e 2015[20]